# Urvich Wall
Urvich Wall är en kulle i Antarktis. Den ligger i Sydshetlandsöarna. Argentina, Chile och Storbritannien gör anspråk på området. Toppen på Urvich Wall är 77 meter över havet.
Terrängen runt Urvich Wall är platt åt sydväst, men åt nordost är den kuperad. Havet är nära Urvich Wall västerut. Trakten är obefolkad. Det finns inga samhällen i närheten. 